# Чардымский сельсовет (Пензенская область)
Чардымский сельсовет — сельское поселение в Лопатинском районе Пензенской области Российской Федерации.
Административный центр — село Чардым.

## История
Статус и границы сельского поселения установлены Законом Пензенской области от 2 ноября 2004 года № 690-ЗПО «О границах муниципальных образований Пензенской области».

## Население
| 2002  | 2010  | 2012  | 2013  | 2014  | 2015  | 2016  |
| ----- | ----- | ----- | ----- | ----- | ----- | ----- |
| 654   | ↘519  | ↗1436 | ↘1381 | ↘1318 | ↘1293 | ↘1282 |
| 2017  | 2018  | 2021  |       |       |       |       |
| ↘1277 | ↘1244 | ↘1067 |       |       |       |       |

## Состав сельского поселения
| № | Населённый пункт | Тип населённого пункта       | Население |
| - | ---------------- | ---------------------------- | --------- |
| 1 | Бузовлево        | село                         | ↘418      |
| 2 | Бутырки          | деревня                      | ↘22       |
| 3 | Ивановка         | село                         | ↘217      |
| 4 | Комаровка        | деревня                      | ↘54       |
| 5 | Луначарское      | село                         | ↘320      |
| 6 | Малая Багреевка  | деревня                      | ↘5        |
| 7 | Пасечное         | село                         | ↘91       |
| 8 | Сосновка         | село                         | ↘134      |
| 9 | Чардым           | село, административный центр | ↘221      |